# Francesca Lo Schiavo
Francesca Lo Schiavo, accreditata anche come Francesca Lo Schiavo-Ferretti (Roma, 11 gennaio 1948), è una scenografa italiana.

## Biografia
Inizia nei primi anni '80 con registi come Liliana Cavani, Marco Ferreri, Federico Fellini e Dino Risi. Nel 1990 ottiene la prima nomination all'Oscar per Le avventure del barone di Münchausen.
Nel 2005, dopo sette candidature, ha vinto l'Oscar alla migliore scenografia per le scenografie del film The Aviator di Martin Scorsese, nel 2008 per il film Sweeney Todd di Tim Burton e nel 2012 per Hugo Cabret sempre di Scorsese insieme al marito e compagno di lavoro Dante Ferretti, del quale è collaboratrice fissa.
Il 27 marzo 2019 ritira il Premio alla carriera ai David di Donatello.

## Filmografia
- La pelle, regia di Liliana Cavani (1981)
- Storie di ordinaria follia, regia di Marco Ferreri (1981)
- E la nave va, regia di Federico Fellini (1983)
- Dagobert, regia di Dino Risi (1984)
- Il nome della rosa, regia di Jean-Jacques Annaud (1986)
- Il segreto del Sahara (1987) (mini serie per la TV)
- Le avventure del Barone di Munchausen (1988)
- Lo zio indegno, regia di Franco Brusati (1989)
- La voce della Luna, regia di Federico Fellini (1990)
- Hamlet, regia di Kennet Branagh (1990)
- Intervista col Vampiro, regia di Neil Jordan (1994)
- Kundun, regia di Martin Scorsese (1997)
- Gangs of New York, regia di Martin Scorsese (2002)
- Ritorno a Cold Mountain, regia di Anthony Mighella (2003)
- The Aviator, regia di Martin Scorsese (2004)
- Sweeney Todd, regia di Tim Burton (2007)
- Hugo Cabret, regia di Martin Scorsese (2011)
- Cenerentola, regia di Kennet Branagh (2015)
- Silence, regia di Martin Scorsese (2016)

## Riconoscimenti
- Premio Oscar
  - 1990 - Candidatura alla miglior scenografia per Le avventure del barone di Munchausen
  - 1991 - Candidatura alla miglior scenografia per Amleto
  - 1994 - Candidatura alla miglior scenografia per L'età dell'innocenza
  - 1995 - Candidatura alla miglior scenografia per Intervista col vampiro
  - 1998 - Candidatura ai migliori costumi per Kundun
  - 1998 - Candidatura alla miglior scenografia per Kundun
  - 2003 - Candidatura alla miglior scenografia per Gangs of New York
  - 2005 - Miglior scenografia per The Aviator
  - 2008 - Miglior scenografia per Sweeney Todd - Il diabolico barbiere di Fleet Street
  - 2012 - Miglior scenografia per Hugo Cabret

- Premio BAFTA
  - 2012 - Miglior scenografia per Hugo Cabret

- David di Donatello
  - 2019 - David speciale

- Nastro d'argento
  - 2008 - Candidatura alla miglior scenografia per Sweeney Todd - Il diabolico barbiere di Fleet Street

- Ciak d'oro
  - 1990 - Miglior scenografia per Le avventure del barone di Munchausen
  - 1991 - Miglior scenografia per Amleto

- Premio Cinearti La chioma di Berenice
  - 2008 - Miglior arredamento cinematografico per Sweeney Todd - Il diabolico barbiere di Fleet Street
  - 2012 - Miglior arredamento cinematografico per Hugo Cabret